# Heptathlon aux championnats du monde d'athlétisme en salle 2024
Pour un article plus général, voir Championnats du monde d'athlétisme en salle 2024.
Navigation
2022 2025
L'épreuve de l'heptathlon  des championnats du monde en salle de 2024 se déroule les 2 et 3 mars 2024 dans l'Emirates Arena de Glasgow, en Écosse.

## Résultats
- Épreuve remportée

| Rang               | Athlète           | Pays       | Total points | Notes  | 60 m       | Longueur    | Poids       | Hauteur    | 60 m haies  | Perche     | 1 000 m           |
| ------------------ | ----------------- | ---------- | ------------ | ------ | ---------- | ----------- | ----------- | ---------- | ----------- | ---------- | ----------------- |
| Médaille d'or      | Simon Ehammer     | Suisse     | 6418         | WL, NR | 980 6 s 73 | 1068 8,03 m | 752 14,39 m | 758 1,95 m | 1080 7 s 62 | 972 5,20 m | 808 2 min 46 s 03 |
| Médaille d'argent  | Sander Skotheim   | Norvège    | 6407         | NR     | 861 7 s 06 | 997 7,75 m  | 764 14,58 m | 925 2,13 m | 969 8 s 05  | 941 5,10 m | 950 2 min 33 s 23 |
| Médaille de bronze | Johannes Erm      | Estonie    | 6340         | PB     | 918 6 s 90 | 987 7,71 m  | 834 15,72 m | 813 2,01 m | 930 8 s 21  | 941 5,10 m | 917 2 min 36 s 15 |
| 4                  | Ken Mullings      | Bahamas    | 6242         |        | 944 6.83s  | 982 7.69m   | 758 14.49m  | 953 2.16m  | 1043 7.76s  | 790 4.60m  | 772 2:49.35       |
| 5                  | Makenson Gletty   | France     | 6187         |        | 918 6.90s  | 847 7.14m   | 910 16.95m  | 731 1.92m  | 1028 7.82s  | 910 5.00m  | 843 2:42.76       |
| 6                  | Vilém Stráský     | Tchéquie   | 6080         | PB     | 900 6.95s  | 874 7.25m   | 769 14.67m  | 785 1.98m  | 994 7.95s   | 880 4.90m  | 878 2:39.56       |
| 7                  | Sven Jansons      | Pays-Bas   | 6076         | PB     | 951 6.81s  | 1007 7.79m  | 700 13.54m  | 758 1.95m  | 952 8.12s   | 849 4.80m  | 859 2:41.26       |
| 8                  | Jente Hauttekeete | Belgique   | 5940         |        | 861 7.06s  | 866 7.22m   | 758 14.48m  | 813 2.01m  | 959 8.09s   | 910 5.00m  | 773 2:49.29       |
| 9                  | Ondřej Kopecký    | Tchéquie   | 5737         |        | 847 7.10s  | 871 7.24m   | 715 13.79m  | 679 1.86m  | 947 8.14s   | 880 4.90m  | 798 2:46.90       |
|                    | Markus Rooth      | Norvège    | DNF          |        | 854 7.08s  | 980 7.68m   | 822 15.52m  | 785 1.98m  | 979 8.01s   | 941 5.10m  | DNS               |
|                    | Harrison Williams | États-Unis | DNF          |        | 900 6.95s  | DNS         | DNS         | DNS        | DNS         | DNS        | DNS               |

## Légende
Records et Performances
- AR : Record continental (area record)
- CR : Record des championnats (championship record)
- MR : Record du meeting (meet record)
- NR : Record national (national record)
- OR : Record olympique (olympic record)
- PR : Record paralympique (paralympic record)
- PB : Record personnel (personal best)
- SB : Meilleure performance personnelle de la saison (season's best)
- WL : Meilleure performance mondiale de l'année (world leader)
- WJR : Record du monde junior (world junior record)
- WR : Record du monde (world record)

Circonstances et Conditions
- DNF : N'a pas terminé (did not finish)
- DNS : N'a pas pris le départ (did not start)
- DQ : Disqualification (disqualification)
- NM : Aucun essai valable enregistré (No Mark)
- Q : Qualifié « directement » au prochain tour (ou à la prochaine compétition), lors d'une compétition majeure, grâce au classement ou à la réalisation des minima (automatic qualifier)
- q : Qualifié au prochain tour (ou à la prochaine compétition), lors d'une compétition majeure, grâce au repêchage ou à la réalisation de l'une des meilleures performances parmi celles des « non qualifiés directement » (grâce au meilleur temps ou à la meilleure distance par exemple) (secondary qualifier)